# Esther Rosenberg
Esther Rosenberg is een Nederlandse onderzoeksjournaliste. Ze schrijft sinds 1999 voor NRC.

## Onderzoeksjournalist
Rosenberg werkt vaak samen met iemand anders. Zo reconstrueerde zij samen met Tom Kreling de ondergang van de voormalige spaarbank SNS Reaal. De bank raakte na een succesvolle beursgang in de problemen door grootscheepse aankoop van vastgoed. De bank moest daardoor in 2013 na ABN Amro als tweede Nederlandse bank worden genationaliseerd.
Met collega Carola Houtekamer onderzocht ze in een jarenlang onderzoek verschillende corruptieschandalen bij het familiebedrijf en handelshuis SHV. In 2021 trof het Openbaar Ministerie een miljoenenschikking met het bedrijf.

## Erkenning
In 2013 met won zij samen met Tom Kreling de journalistieke prijs De Loep in de categorie 'Tekstueel' voor een serie verhalen over de financiële problemen van SNS Reaal. Het boek Giftig Krediet over de ondergang van de SNS-bank werd genomineerd voor de M.J. Brusseprijs.
In 2013 kreeg Rosenberg samen met Andreas KOuwenhoven de Rotterdam Persprijs als waardering voor hun onthulling van misstanden in de Rotterdamse moskee-internaten.
Voor de artikelen over mestfraude in Limburg en Brabant kreeg zij met journalist Joep Dohmen De Tegel van 2017 voor Het mestcomplot. Hun onderzoek toonde aan dat boeren, mestverwerkers en handelaars op grote schaal jarenlang sjoemelden met de mestboekhouding, met milieuschade als gevolg.
Het NRC-artikel Eerst Assads strijder, nu asiel in Nederland dat zij schreef met correspondent Melvyn Ingleby werd in 2021 genomineerd voor De Loep. Syrische vluchtelingen bleken, door tekortkomingen van Nederlandse instanties, in Nederland te worden geconfronteerd met handlangers van het Syrische regime voor wie ze juist waren gevlucht.

## Prijzen
- De Tegel (2017)
- De Loep (2013)
- Rotterdam Persprijs (2013)